# Марченко, Михаил Иванович
Михаи́л Ива́нович Ма́рченко (19 сентября 1902 — 22 января 1983) — советский историк, автор многочисленных трудов по истории Украины эпохи средневековья, первый советский ректор Львовского университета, дед журналиста и диссидента Валерия Марченко.

## Биография

### Ранние годы
Родился 19 сентября 1902 года в с. Гатное Хотовской волости Киевской губернии, в семье казенных крестьян. В 1911 году потерял мать, Федору Антоновну. В 1918 году окончил двухклассную земскую школу, вместе со старшим братом Степаном обрабатывал свой земельный участок.
В феврале 1919 г. М. Марченко был избран секретарем ревкома и комбеда родного села.
В 1920—1923 гг. работал в своем хозяйстве и одновременно заведовал сельстроем сельскохозяйственной профшколы в Боярке. В 1922 г. стал членом КСМУ.
В 1923 г. был направлен комитетом бедноты с. Гатное на учёбу в Киевскую военную артиллерийскую школу.
В 1926 г. Марченко находился в армии: сначала красноармейцем 3-го радиобатальона в Киеве, затем служил в военной части в Харькове, избирался депутатом городского совета (1925—1926).
После военной службы, в 1926—1928 гг. работал председателем правления потребительской кооперации в с. Гатное.
В 1927 г. М. И. Марченко вступил в ВКП(б)-КП(б)У. В 1927—1928 годах — член пленума Будаевского райкома (Киевская округ), в 1928—1929 — пленума Киевского сельского райкома КП(б)У.
В 1929 году М. И. Марченко исключили из партии, но вскоре восстановили — из-за необоснованности обвинений.
В 1928—1930 гг. — возглавлял сельскохозяйственную коммуну им. Г. И. Петровского в с. Гостомель Киевского района.

### Институт красной профессуры и Институт истории АН УССР
В 1932—1937 гг. М. И. Марченко учился в Институте красной профессуры при ВУЦИК (Харьков — Киев). Окончил Институт подготовки кадров (двухлетний курс подготовительного отдела), а затем трехлетний курс основного (исторического) отдела Института красной профессуры). Специализировался на истории Украины.
В 1936 г. был включен в состав бригады преподавателей, которые в июле-сентябре 1936 г. привлекались к преподаванию на курсах переподготовки заведующих отделами культурой райкомов КП(б)У.
По решению Секретариата ЦК КП(б)У от 28 августа 1937 г. был командирован на работу в Институт истории АН УССР.
Репрессии 1937 года и устранение многих сотрудников Института истории Украины (в частности, расстрелы заведующего отделом истории феодализма Т. Т. Скубицкого, старшего научного сотрудника Н. Ф. Трегубенко, старшего научного сотрудника Г. Я. Слюсаренко), обусловили необходимость пополнения штата сотрудников Института. Этим обусловлен и тот факт, что выпускник Института красной профессуры, М. И. Марченко, ещё не имея научных достижений и не защитив диссертацию, сразу получил назначение на должность заведующего сектором феодальной эпохи. При этом подчинёнными Марченко стали такие, более опытные учёные, как Н. Н. Петровский и А. П. Оглоблин.

### Ректор Львовского университета
7 сентября 1939 г., с началом Второй мировой войны, М. И. Марченко призвали в ряды РККА на должность старшего инструктора отдела пропаганды Политуправления Киевского особого военного округа.
16 октября 1939 г. Политбюро ЦК КП(б)У постановило: «Утвердить ректором Львовского университета товарища Марченко Михаила Ивановича, освободив его от работы в Институте истории Академии наук».
Пребывание М. И. Марченко на посту ректора Львовского университета является едва ли не самой интересной страницей жизни Михаила Ивановича, его звездным часом.
Как пишет А. С. Рублев, «Стратегический курс сталинского руководства СССР на только что присоединенных территориях заключался в попытке как можно быстрее интегрировать их в тоталитарную советскую систему путем нивелирования местной специфики, „укрепление“ кадров местной интеллигенции и руководителей многочисленными уполномоченными и специалистами с востока. И если обычно качество таких приезжих было невысоким, то всё же случались и счастливые исключения. К последним принадлежал и Н. И. Марченко».

#### Украинизация Львовского университета
1 декабря 1939 года Университет Яна Казимира был переименован в Львовский государственный университет СССР, с января 1940 года получил новое название Львовский государственный университет имени Ивана Франко.
«Сейчас после прихода Красной Армии киевский профессор Марченко, назначенный советской властью ректором Львовского университета, начал дополнять университет новыми силами, — свидетельствовал один из преподавателей Университета. — Было чему радоваться: заново в этом университете восстановили кафедры украинского языка, литературы, истории, все студенты должны были изучать украинский язык. Львовский университет разросся втрое […] Огромное большинство студентов получала ежемесячные стипендии, бесплатное проживание, дешёвый харч, и молодежь просто продиралась локтями к святыне науки»
«С моей санкции, без ведома вышестоящих органов советской власти, была вывешена вывеска на университете на украинском языке: „Львівський український державний університет“, тогда как, по утвержденному впоследствии уставом университета, следовало называть — „Львовский государственный университет“». — из материалов дела НКВД.
«В начале мая 1940 года мной была вывешена на доске приказов ректора и разослана деканам факультетов постановление коллегии Наркомпроса УССР, в которой предлагалось мне, как ректору, увеличить процент состава студентов из числа украинцев.»
Делегация польских студентов добивалась изложения польской истории и литературы на польском языке. На это Марченко дословно ответил: «Если желаете изложений на польском языке, переезжайте, пожалуйста, в Варшавский университет. Здесь есть украинский университет и лекции проходят на украинском языке…»

### Заключение и арест
Арестован НКГБ УССР как «активный украинский националист». 23 июня 1941 года выслан на принудительные работы. Этапирован из Киева, содержался в тюрьмах в Томске, Мариинске, Новосибирске. В ноябре-декабре 1941 в Томской тюрьме № 3 прочитал заключённым несколько лекций. Освобождён за недостатком улик в феврале 1944, работал в Новосибирском педагогическом институте, преподавал историю СССР на курсах повышения квалификации учителей и в военном училище.
С 1945 преподавал в Киевском педагогическом институте, где в 1956 на партсобрании выступил с воспоминаниями о пребывании в ГУЛАГе, высказал мнение, что «украинская культура за годы советской власти развивалась меньше, чем в дореволюционные годы, что сейчас почти нет украинских школ и мы имеем факты, когда в школах дети не могут учиться на украинском языке».

## Арест внука и последние годы жизни
25 июня 1973 Марченко Валерий Вениаминович был арестован сотрудниками КГБ. По приговору Киевского областного суда от 27 декабря 1973 года (согласно ст. 62 ч. 1 Уголовного кодекса УССР «Антисоветская пропаганда и агитація»), приговорен к 6 годам лишения свободы в колонии строгого режима и 2-х лет ссылки. Из приговора суда: «Летом 1971 года у себя дома изготовил антисоветскую статью „Страшный какой-то груз“ и имел намерение передать за границу для опубликования её в националистических издательствах». «В начале 1972 года у себя дома с целью подрыва и ослабления Советской власти и для распространения и передачи за границу написал антисоветский документ под названием „За караваном идейности“, в котором возводит злобную клевету на советский государственный и общественный строй».

## Основные труды
- Марченко М. Боротьба Росії та Польщі за Україну (1654—1664 рр.) (укр.). — Київ: Вид-во АН УРСР, 1941. — 116 с. Архивировано 25 марта 2022 года.
- Марченко М. Українська історіографія (з давніх часів до середини XIX ст.) (укр.). — Київ: Вид-во Київського держуніверситету, 1959. — 258 с. Архивировано 27 июля 2019 года.
- Марченко М. Київська Русь у боротьбі з кочовиками до монгольської навали (укр.). — Київ: Промінь, 2012. — 208 с. Архивировано 10 августа 2024 года.